# Glen Morgan

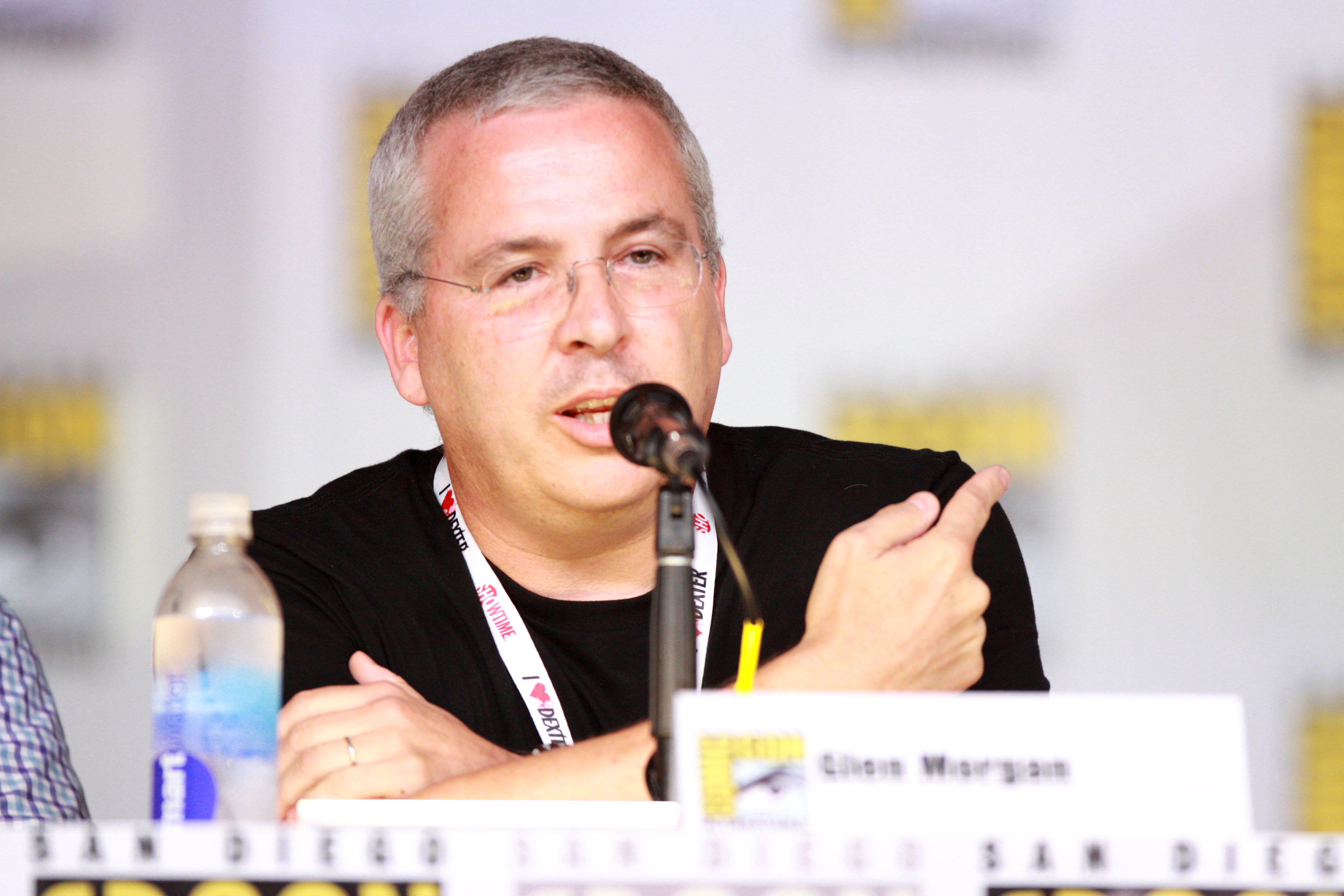
Glen Morgan bei der Comic-Con 2013

Glen Morgan (* 12. Juli 1961 in Syracuse, New York) ist ein US-amerikanischer Produzent, Regisseur und Drehbuchautor. Er produzierte unter anderem Akte X – Die unheimlichen Fälle des FBI und Millennium – Fürchte deinen Nächsten wie Dich selbst, an denen auch als Autor beteiligt war. Häufig arbeitet er mit James Wong zusammen. Sein Schwerpunkt liegt in erster Linie auf Fernsehserien, von denen er auch mehrere entwickelte und die er vor allem als Ausführender Produzent begleitet. Seit dem 13. Juni 1998 ist er mit der Schauspielerin Kristen Cloke verheiratet, mit welcher er einen gemeinsamen Sohn und eine Tochter hat.

## Filmografie (Auswahl)
Als Regisseur
- 2003: Willard
- 2006: Black Christmas
- 2016, 2018: Akte X – Die unheimlichen Fälle des FBI (Fernsehserie, 3 Folgen)

Als Drehbuchautor
- 1985: Blinder Hass (The Boys Next Door)
- 1987: 21 Jump Street – Tatort Klassenzimmer (21 Jump Street, Fernsehserie)
- 1995: Space 2063 (Fernsehserie)
- 2000: Final Destination
- 2003: Willard
- 2006: Black Christmas
- 2006: Final Destination 3
- 2008: Das Lazarus-Projekt (The Lazarus Project)

Als Produzent
- 1995: Space 2063 (Space: Above and Beyond, Fernsehserie)
- 2000: Final Destination
- 2003: Willard
- 2001: The One
- 2006: Black Christmas
- 2006: Final Destination 3